# Diocèse de Montepulciano-Chiusi-Pienza
Le diocèse de Montepulciano-Chiusi-Pienza (en latin : Diœcesis Montis Politiani-Clusina-Pientina ; en italien : Diocesi di Montepulciano-Chiusi-Pienza) est un diocèse de l'Église catholique en Italie, suffragant de l'archidiocèse de Sienne-Colle di Val d'Elsa-Montalcino et appartenant à la région ecclésiastique de Toscane.

## Territoire
Le diocèse est situé sur une partie de la province de Sienne, l'autre fraction de la province est dans l'archidiocèse de Sienne-Colle di Val d'Elsa-Montalcino et les diocèses de Fiesole, d'Arezzo-Cortone-Sansepolcro et de Volterra. Son territoire est d'une superficie de 1 068 km2 divisé en 46 paroisses regroupées en 3 archidiaconés. L'évêché est à Montepulciano avec la cathédrale de l'Assomption. Dans la même ville, l'église sainte Agnès (it) conserve le corps de sainte Agnès de Montepulciano. À Monticchiello, se trouvent les reliques du bienheureux Benincasa de Montepulciano, servite de Marie. La cathédrale de Pienza et la cathédrale de Chiusi sont cocathédrales depuis la fusion des trois diocèses en 1986.

## Histoire
Le diocèse actuel est fondé le 30 septembre 1986 par la fusion des diocèses de Montepulciano, Chiusi et Pienza par le décret Instantibus votis de la congrégation pour les évêques. 

### Diocèse de Chiusi
Selon la tradition, la foi chrétienne est prêchée sur le territoire de Chiusi par les saints Apollinaire de Ravenne et Martial de Limoges, disciples de saint Pierre. Les preuves archéologiques documentent une présence chrétienne entre les IIe et IIIe siècles ; il faut y ajouter deux catacombes importantes, celle de Santa Caterina d'Alessandria (it) et celle de Santa Mustiola (it). C'est précisément dans cette dernière catacombe que se trouve la plus ancienne attestation de l'existence du diocèse de Chiusi, épitaphe de l'évêque Lucius Petronius Dexter, époux et père de cinq enfants, décédé à l'âge de 66 ans le 10 décembre 322. Dans la même catacombe se trouvent les épitaphes du diacre Sulpicius Felicissimus et de l'exorciste Sentius Respectus, attestant d'une organisation ecclésiale complexe à Chiusi au IVe siècle suggérant l'existence du diocèse déjà dans la seconde moitié du IIIe siècle.
Au milieu du VIe siècle, il est fait mention de l'évêque florentin, mentionné dans une lettre du pape Pélage Ier en mars 559. En vertu d'une inscription gravée dans la cathédrale de Chiusi, la tradition attribue à cet évêque la construction de la cathédrale. Dans la première moitié du VIIIe siècle, à la demande de l'évêque Arcadio, le duc lombard de Chiusi, Gregorio, et son épouse, Austreconda, font reconstruire la basilique de Santa Mustiola en 729, qui n'existe plus aujourd'hui. Cette construction aide à renouveler et à répandre le culte envers sainte Mustiole (it).
La présence monastique bénédictine est attestée dans le diocèse de Chiusi à partir du VIIIe siècle et de nombreux monastères, prieurés et ermitages prospèrent dans la région de Chiusi. Parmi celles-ci, citons trois grandes abbayes bénédictines : San Salvatore, Sant'Antimo et Farneta (it). En raison de leur puissance et de leur richesse, ces abbayes obtiennent rapidement l'exemption de la juridiction de l'évêque de Chiusi, ce qui déclenche des conflits inévitables et de longues disputes avec des appels et des recours au Saint-Siège. En particulier, les évêques de Chiusi luttent avec les abbés de l'Amiata, qui obtiennent l'exemption définitive de la juridiction épiscopale au milieu du XIe siècle. En 1462, l'abbaye de Sant'Antimo perd son droit à la nullius dioecesis lorsqu'elle est rattachée au diocèse de Montalcino.
À la fin du XIIe siècle, les évêques de Chiusi se voient accorder la souveraineté temporelle sur la cité épiscopale et sur le territoire environnant. Ce droit est accordé par l'empereur Henri VI à l'évêque Théobald II en 1196 et renouvelé par les empereurs suivants aux évêques Gualfredo et Ermanno, respectivement en 1209 et 1219. En 1191, le pape Célestin III adresse une bulle à l'évêque Théobald confirmant l'exemption du diocèse de Chiusi. Le même document énumère toutes les pièves dépendantes directement de l'autorité ecclésiastique des évêques de Chiusi, qui donnent une idée de l'étendue du diocèse à la fin du XIIe siècle. Cette situation change à partir du XIVe siècle, lorsque le vaste territoire de Chiusi est démembré pour donner naissance à d'autres districts ecclésiastiques : en 1325 pour l'érection du diocèse de Cortone ; en 1462 pour l'érection des diocèses de Pienza et de Montalcino ; en 1561 pour l'érection du diocèse de Montepulciano ; en 1600 pour l'érection du diocèse de Città della Pieve. Le 23 avril 1459, le pape Pie II met fin à l'exemption du diocèse de Chiusi qui devient suffragant du siège métropolitain de Sienne.
À partir du XVIIe siècle, en raison de la récession économique de la région de Chiusi, de son appauvrissement démographique et du risque de paludisme, les évêques prennent l'habitude de résider pendant de longues périodes dans le palais épiscopal de Chianciano Terme. Au cours de la même période, les abbés de San Salvatore du mont Amiata revendiquent leur juridiction sur certaines paroisses du diocèse, dont le nombre est considérablement réduit après les cessions des siècles précédents ; la curie romaine juge le conflit entre les abbés et les évêques de Chiusi, le litige est remporté par ces derniers au début du XVIIIe siècle qui réussissent finalement à imposer leur autorité sur l'ensemble du territoire diocésain.
Le 15 juin 1772, le diocèse de Chiusi est uni aeque principaliter avec celui de Pienza par la bulle Quemadmodum du pape Clément XIV. Parallèlement, le diocèse de Chiusi cède au diocèse de Montalcino les territoires de Monticello, Montelaterone, Castel del Piano et Arcidosso.

### Diocèse de Pienza
La fondation du diocèse, mais également la fondation de la ville de Pienza elle-même, sont dues à la volonté ferme du pape Pie II, originaire de Corsignano, ancien nom de la ville de Pienza. Cette acte représentent sans aucun doute le cas d’une petite commune rurale qui ne peut en aucune manière aspirer à devenir évêché, et transformée en ville par la seule volonté d’un pontife. Le premier témoignage du désir du pape d'ériger le diocèse de Pienza est la décision prise en consistoire le 15 février 1462 et transmise, par bref apostolique, à la république de Sienne. Le diocèse est érigé le 13 août suivant par la bulle Pro excellenti de Pie II, qui érige l'église de Santa Maria di Corsignano, reconstruite sur l'ordre pontifical par Bernardo Rossellino, comme cathédrale du nouveau diocèse. Par la même bulle, le pape érige également le diocèse de Montalcino, qui est uni aeque principaliter au siège de Pienza ; les deux diocèses sont immédiatement sous exemption.
Deux semaines plus tard, le 28 août, Pie II édite une autre bulle par laquelle le souverain pontife accorda le ius patronatus (it) passif sur le diocèse, la cathédrale, le chapitre à sa famille, les Piccolomini. Les conditions établies par la bulle sont si favorables pour les Piccolomini, que certains historiens en viennent à affirmer qu'en réalité le diocèse de Pienza était considéré par eux comme un bien familial.
À l'exception du premier évêque, les prélats appartiennent à la famille Piccolomini jusqu'à la fin du XVIe siècle. Bien qu'ils n'aient pas eu de ius patronatus actif, ils réussissent à nommer des évêques avec un usage souvent sans scrupule. En fait, en 1498 et 1510, les évêques en poste, avec l’assentiment du Saint-Siège, renoncent aux deux diocèses au profit d’autres membres de la famille. De 1528 à 1554, les évêques en exercice renoncent au siège de Montalcino, ne conservant que le siège de Pienza, au profit de neveux qui, à la mort ou à la démission de leur oncle, assument les fonctions des deux diocèses. Le 23 mai 1594, cette gestion familiale des deux épiscopats s'achève par la bulle Ad exequendum du pape Clément VIII qui décide de séparer le diocèse de Montalcino de celui de Pienza, à compter de la fin de l'épiscopat de Francesco Maria Piccolomini, qui a lieu avec sa mort en 1599.
Le 15 décembre dernier, le pape peut, pour la première fois depuis 1462, nommer librement un évêque en la personne de Gioia Dragomanni, qui se donne pour tâche de soustraire les institutions diocésaines du contrôle des Piccolomini. Une partie du territoire actuel de l'Abbaye territoriale Santa Maria de Monte Oliveto Maggiore appartient également au diocèse de Pienza, abbaye qui est érigée en abbaye territoriale en 1765 sous la juridiction de l'évêque d'Arezzo.
La première tentative de création d'un séminaire est faite en 1657 par Mgr Giovanni Spennazzi dans les locaux de l'ancien couvent de San Francesco, mais cette tentative échoue, de même que celle mise en œuvre par Mgr Settimio Cinughi (1725-1740). Avec Giuseppe Pannilini, le séminaire est finalement érigé pour les deux diocèses de Pienza et de Chiusi dans les locaux du couvent de San Francesco de Pienza, et inauguré le 19 novembre 1792. 
Au XVIIIe siècle, outre une grave crise démographique, le diocèse doit également faire face à de lourdes difficultés économiques dues à la rareté des ressources économiques directement contrôlées par les évêques de Pienza, ce qui empêche notamment la mise en œuvre des décrets de réforme décidés par le concile de Trente. Francesco Maria Piccolomini, qui devient évêque en 1741, tente de remédier à cette situation afin de recouvrer ses droits épiscopaux et de défendre son autonomie ecclésiastique contre les puissants. Cela lui attire de l'antipathie, et en mars 1764, il est expulsé du Grand-Duché de Toscane et doit s'exiler à Rome, où il dirige son diocèse par l'intermédiaire d'un vicaire général jusqu'à sa démission en 1772.
Le 15 juin 1772, les diocèses de Chiusi et de Pienza sont unis aeque principaliter par la bulle Quemadmodum du pape Clément XIV ; la bulle confirme la suffrageance de Chiusi à l'archidiocèse de Sienne et l'exemption du diocèse de Pienza. Dans le même temps, les limites du diocèse sont redéfinies, il perd la partie occidentale au profit du diocèse de Montalcino et, dans une moindre mesure, de l'archidiocèse de Sienne. Au XXe siècle, d’autres modifications territoriales sont apportées : en 1947 et 1977, le diocèse de Pienza cède les paroisses de San Nazario, Chiusure et Canonica Grossennana à l’abbaye territoriale de Monte Oliveto Maggiore et acquiert la paroisse de Pieve a Salti du diocèse de Montalcino sur le territoire de San Giovanni d'Asso.

### Diocèse de Montepulciano
On ignore la date exacte où l'église de Santa Maria Assunta de Montepulciano est érigée en église collégiale ; on sait seulement qu'elle a déjà ce titre en 1217 car on possède un document d'un archiprêtre de Montepulciano. En 1400, le pape Boniface IX accorde à l'archiprêtre le titre d'abbé avec l'usage de la mitre et de la crosse épiscopale. En 1480, le pape Sixte IV déclare la collégiale hors de la juridiction de l'évêque d'Arezzo et la place sous exemption. Le diocèse de Montepulciano est érigé le 10 novembre 1561 par la bulle Ecclesiarum utilitatem du pape Pie IV en prenant sur le territoire de deux diocèses voisins, celui de Chiusi et celui d'Arezzo.
Le diocèse est très petit, étant donné que le territoire diocésain comprend la seule ville de Montepulciano et ses districts. Le cardinal Giovanni Ricci, déjà évêque de Chiusi, originaire de la ville, est nommé administrateur apostolique du nouveau diocèse, jusqu'à la nomination du premier évêque, qui a eu lieu en janvier 1562, en la personne de l'archiprêtre Spinello Benci.

### Diocèse de Montepulciano-Chiusi-Pienza
Alberto Giglioli est nommé le 7 octobre 1975 évêque de Montepulciano et évêque des diocèses unis de Chiusi et Pienza, les unissant in persona episcopi. L'union plénière est établie le 30 septembre 1986 par le décret Instantibus votis de la congrégation pour les évêques, et le nouveau diocèse devient suffragant de l'archidiocèse de Sienne-Colle di Val d'Elsa-Montalcino. À cette occasion, l'abbaye de San Pietro a Ruoti dans le Val d'Ambra est séparée du diocèse de Montepulciano et intégrée au diocèse actuel d'Arezzo-Cortona-Sansepolcro.

## Sources
- http://www.catholic-hierarchy.org